# Selenia wehrlilunaria
Selenia wehrlilunaria là một loài bướm đêm trong họ Geometridae.